# Raión de Babek
Babek (en azerí: Babək) es un raión de Azerbaiyán en la República Autónoma de Najicheván. Formalmente conocida como Nakhchivan. Su capital es Babek.